# Hōjō Nakatoki
En aquest nom japonès, el cognom és Hōjō.
Hōjō Nakatoki (北条仲時) (1306 - 21 de juny de 1333) va ser un samurai que va viure a la fi de l'era Kamakura, pertanyent al clan Hōjō. Va ser l'últim Rokuhara Tandai Kitakata dins el shogunat Kamakura i fill del shikken Hōjō Mototoki. També va ser conegut com Fuonji Nakatoki (普恩寺 仲時) al pertànyer a la branca Fuonji dins el clan.
El 1330 va viatjar fins a la capital feudal de Kamakura per ser nomenat Rokuhara Tandai Kitakata. A l'inici de la Guerra Genkō, va participar en el setge de Kasagi, als afores de Kyoto, on les forces del shogunat van envoltar i enderrocar a l'exèrcit de l'Emperador Go-Daigo, que volia la restauració imperial.
El 1333, quan l'Emperador Go-Daigo va rebre el suport de Ashikaga Takauji i Akamatsu Norimura, antics aliats del shogunat, va decidir atacar directament Kyoto, en especial a la guarnició Rokuhara. Tant Nakatoki com el Minamikata Hōjō Tokimasu van haver de mobilitzar-se a les províncies de l'est amb els emperadors Kōgon, Go-Fushimi i Hanazono; però mentre estaven a la província d'Ōmi van ser emboscats per forces imperials, causant la mort de Tokimasu. Nakatoki va tractar de seguir pel pas de Banba (avui Maibara, prefectura de Saga) però va rebre més atacs de les tropes imperials de Sasaki Takauji.

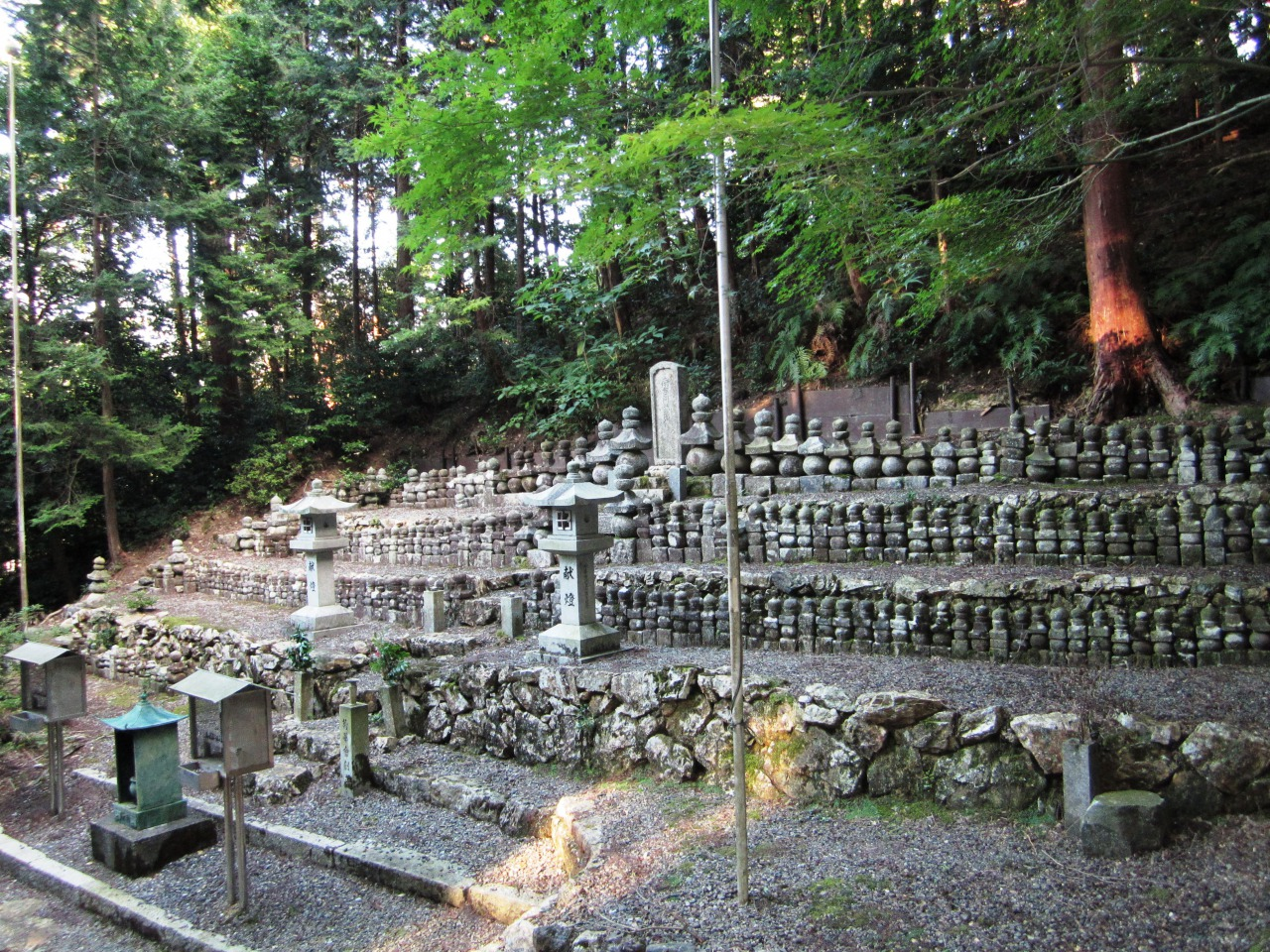
Tombes d'Hōjō Nakatoki i els seus 432 homes, a Renge-ji.

Nakatoki va haver de replegar-se cap al temple de Renge-ji situat a Banba, i després de retirar als emperadors del lloc, que van tornar a Kyoto, veient la inevitable derrota del shogunat, va decidir que tant ell com els seus homes havien de realitzar el seppuku. En el jardí del temple, Nakatoki va fer un discurs assenyalant la fi del clan Hōjō i la seva mort «honorable» davant els seus adversaris, i tot seguit es va suïcidar amb els 432 integrants del grup, obrint-se els abdòmens amb les seves espases.
Amb el setge de Kamakura, que va venir poc després, fou el final del shogunat Kamakura i el clan Hōjō. El suïcidi col·lectiu a Renge-ji ha estat descrit en diverses antologies històriques com el Masukagami, Baishōrom i Taiheki. Els gorintō (pagodes memorials) dels 432 morts es troben en el Renge-ji.